# Wikariat apostolski Puerto Maldonado
Wikariat apostolski Puerto Maldonado – wikariat apostolski Kościoła rzymskokatolickiego w Peru, podległy bezpośrednio Stolicy Apostolskiej. Powstał w 1900 jako prefektura apostolska San Domingo de Urubamba. W 1913 został podniesiony do rangi wikariatu pod nazwą Urubamba y Madre de Dios. Obecną nazwę uzyskał w 1949 roku. Wszyscy dotychczasowi prefekci i wikariusze apostolscy byli członkami zakonu dominikanów. 

## Ordynariusze

### Prefekci apostolscy
- Ramón Zubieta y Les OP, 1901 - 1913

### Wikariusze apostolscy
- Ramón Zubieta y Les OP,1913 - 1921
- Sabas Sarasola Esparza OP, 1923 - 1944
- Enrique Alvarez González OP, 1946 - 1948
- José María García Graín OP, 1949 - 1959
- Javier Miguel Ariz Huarte OP, 1959 - 1980
- Juan José Larrañeta Olleta OP, 1980 - 2008
- Francisco González Hernández OP, 2008 - 2015
- David Martínez De Aguirre Guinea OP, od 2015